# Israele ai XXII Giochi olimpici invernali
Israele ha partecipato ai XXII Giochi olimpici invernali, che si sono svolti dal 7 al 23 febbraio a Soči in Russia, con una delegazione composta da cinque atleti.

## Pattinaggio di figura
| Gara                 | Atleta                                  | Programma corto | Programma corto | Programma libero | Programma libero | Totale | Totale    |
| Gara                 | Atleta                                  | Punti           | Posizione       | Punti            | Posizione        | Punti  | Posizione |
| -------------------- | --------------------------------------- | --------------- | --------------- | ---------------- | ---------------- | ------ | --------- |
| Individuale maschile | Alexei Bychenko                         | 62.44           | 22 Q            | 114.62           | 21               | 177.06 | 21        |
| Coppie               | Andrea Davidovich / Evgeni Krasnopolski | 53.38           | 15 Q            | 94.35            | 15               | 147.73 | 15        |

## Sci alpino
| Gara                     | Atleta           | Manche 1 | Manche 1  | Manche 2 | Manche 2  | Totale | Totale    |
| Gara                     | Atleta           | Tempo    | Posizione | Tempo    | Posizione | Tempo  | Posizione |
| ------------------------ | ---------------- | -------- | --------- | -------- | --------- | ------ | --------- |
| Slalom gigante maschile  | Virgile Vandeput | DNS      | DNS       | DNS      | DNS       | DNS    | DNS       |
| Slalom speciale maschile | Virgile Vandeput | DNS      | DNS       | DNS      | DNS       | DNS    | DNS       |

## Short track
| Gara            | Atleta            | Batterie | Batterie  | Quarti di finale | Quarti di finale | Semifinale      | Semifinale      | Finale          | Finale    |  |
| Gara            | Atleta            | Tempo    | Posizione | Tempo            | Posizione        | Tempo           | Posizione       | Tempo           | Posizione |  |
| --------------- | ----------------- | -------- | --------- | ---------------- | ---------------- | --------------- | --------------- | --------------- | --------- |  |
| 500 m maschile  | Vladislav Bykanov | 41"769   | 3         | non qualificato  | non qualificato  | non qualificato | non qualificato | non qualificato | 19        |  |
| 1000 m maschile | Vladislav Bykanov | 1'27"796 | 3         | non qualificato  | non qualificato  | non qualificato | non qualificato | non qualificato | 24        |  |
| 1500 m maschile | Vladislav Bykanov | 2'21"163 | 4         | n/a              | n/a              | non qualificato | non qualificato | non qualificato | 25        |  |